# Faunsdale
Faunsdale – miasto w Stanach Zjednoczonych, w stanie Alabama, w hrabstwie Marengo. W roku 2023 miasto zamieszkiwały 84 osoby, a gęstość zaludnienia wynosiła 140 osób/km².